# ميزونا
ميزونا (ミズナ（水菜）?, "خضار الماء")
أو كيونا (باليابانية: 京菜
) أو أوراق الخردل الياباني، أو الخردل العنكبوت (الاسم العلمي: Brassica rapa var. niposinica)، هو ضرب من الكرنب اللفتي.

## الوصف والاستخدام

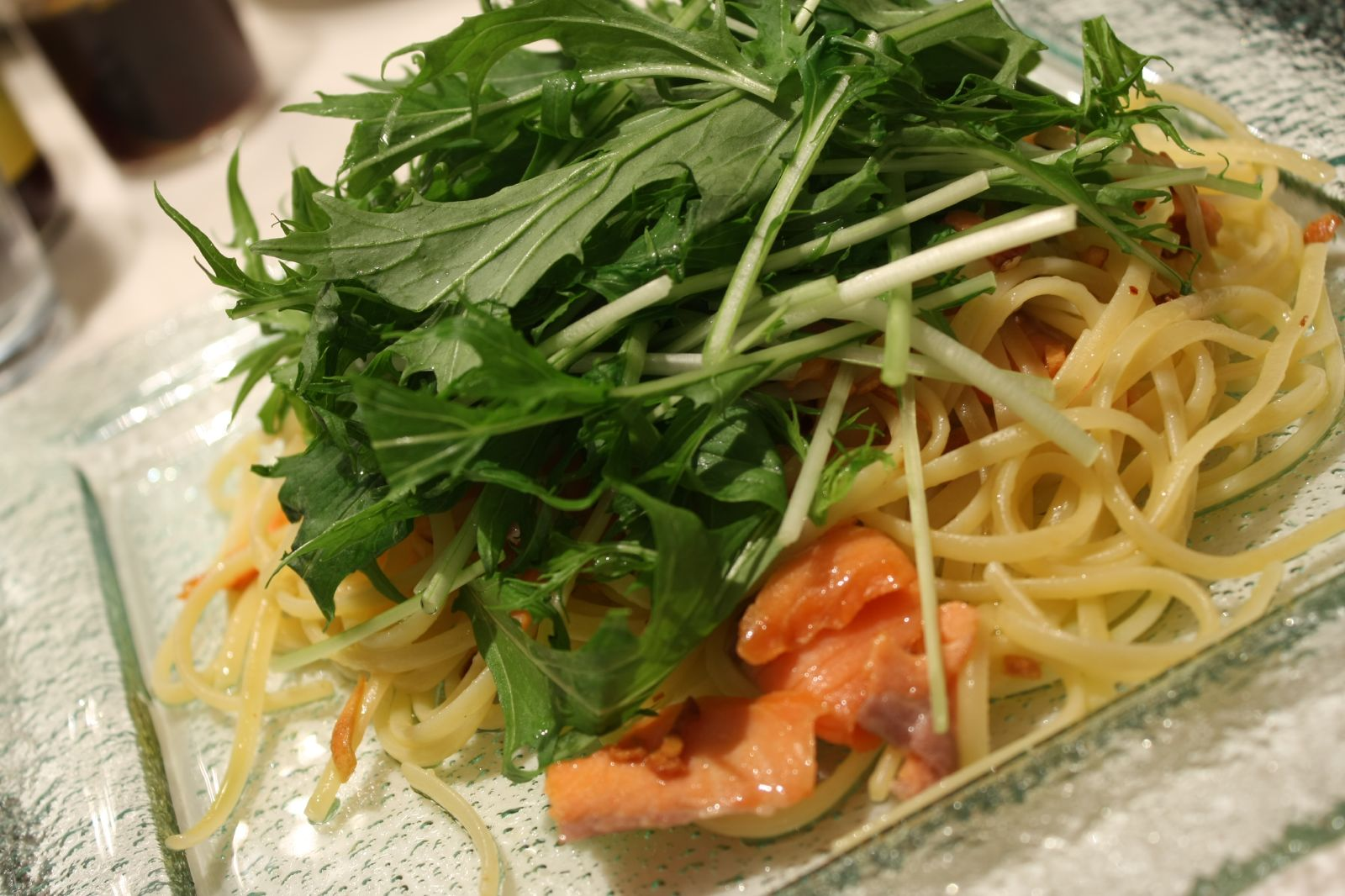
ميزونا فوق المعكرونة والسلمون المدخن

تتميز ميزونا بأوراقها الخضراء الداكنة المسننة، وتوصف بأنها عندما تكون نيئة بأنها «ذات نكهة حارة خفيفة... حارة قليلاً، ولكنها أقل من الجرجير». كما أنها تستخدم في الأطعمة المقلية سريعًا والحساء والنبيمونو ( الأوعية الساخنة اليابانية).

## الضروب

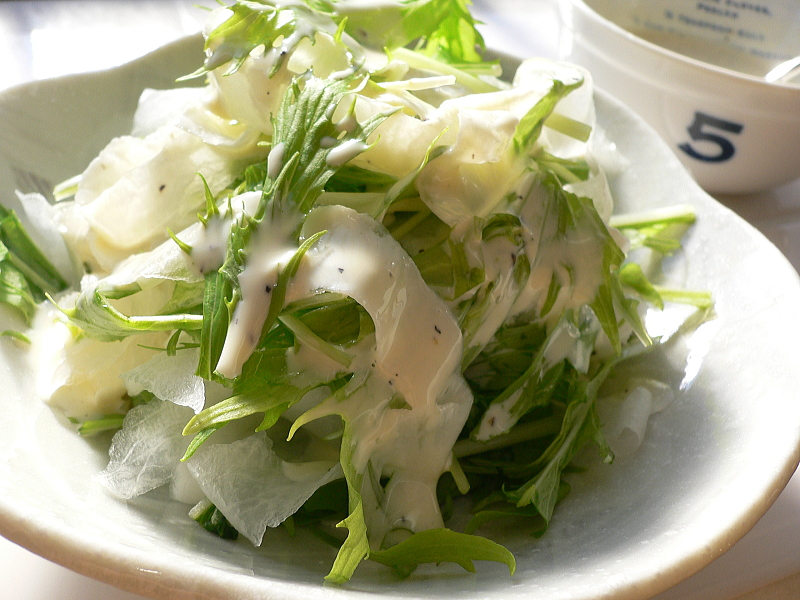
سلطة من الميزونا والفجل

بالإضافة إلى تطبيق مصطلح ميزونا (وبدائله) على نوعين مختلفين على الأقل من الكرنب، قام علماء البستنة بتعريف وتسمية عدد من الضروب. على سبيل المثال، تسرد إحدى الموارد المقدمة من جامعة كورنيل ووزارة الزراعة الأمريكية ستة عشر نوعًا بما في ذلك
«ميزونا المبكرة» و«ميزونا كيونا» و«ميزونا كوماتسونا » و«ميزونا فيتامين الخضراء» و«ميزونا كيوتو »، و«ميزونا هابي ريتش » و«ميزونا مهرجان الصيف » و«ميزونا طوكيو المبكرة» و«ميزونا ميبونا » و«ميزونا كوماتسونا الجمراء» و«ميزونا وايدو » و«ميزونا الأرجوانية». هناك أيضًا مجموعة متنوعة تُعرف باسم الميزونا الوردية.

## الزراعة
زُرعت الميزونا في اليابان منذ العصور القديمة. زُرعت الميزونا بنجاح في محطة الفضاء الدولية في عام 2019. تنمو في مناطق الصلابة من 4 إلى 9، وتفضل الشمس الكاملة أو الظل الجزئي، والتربة جيدة التصريف ودرجة الحموضة ما بين 6.5 و7.0. يمكن زراعتها نباتات صغيرة، عن طريق زرعها كل 3 سم، أو لأوراقها بمسافة 20 سم. تُنتج في أكثر من 30 دولة حول العالم، ولكن الصين واليابان وكوريا الجنوبية والهند والولايات المتحدة يستحوذون على 70% من الإنتاج العالمي.